# Мочидли-Кукелкі
Мочидли-Кукелкі (пол. Moczydły-Kukiełki) — село в Польщі, у гміні Перлеєво Сім'ятицького повіту Підляського воєводства.
Населення — 45 осіб (2011).
У 1975-1998 роках село належало до Ломжинського воєводства.

## Демографія
Демографічна структура станом на 31 березня 2011 року:
|          | Загалом | Допрацездатний вік | Працездатний вік | Постпрацездатний вік |
| -------- | ------- | ------------------ | ---------------- | -------------------- |
| Чоловіки | 28      | 5                  | 16               | 7                    |
| Жінки    | 17      | 1                  | 11               | 5                    |
| Разом    | 45      | 6                  | 27               | 12                   |